# ジャスティン・ボーア
ジャスティン・ジェームズ・ボーア（Justin James Bour, 1988年5月28日 - ）は、アメリカ合衆国ワシントンD.C.出身の元プロ野球選手（一塁手）。右投左打。愛称はJB。

## 経歴

### プロ入りとカブス傘下時代
2009年のMLBドラフト25巡目（全体770位）でシカゴ・カブスから指名され、6月17日に契約。その長打力から「ニューヨークからモスクワまで飛ばす男」とまで呼ばれたこともあった。契約後、傘下のルーキー級アリゾナリーグ・カブスでプロデビューすると、14試合に出場した。7月にA-級ボイシ・ホークスへ昇格。48試合に出場して打率.258、2本塁打、27打点、1盗塁を記録した。
2010年はA級ピオリア・チーフスでプレーし、127試合に出場して打率.291、12本塁打、87打点、1盗塁を記録した。
2011年はA+級デイトナ・カブスでプレーし、133試合に出場して打率.277、23本塁打、85打点、3盗塁を記録した。
2012年はAA級テネシー・スモーキーズでプレーし、138試合に出場して打率.283、17本塁打、110打点、4盗塁を記録した。
2013年もAA級テネシーでプレーし、83試合に出場して打率.237、18本塁打、64打点を記録した。

### マーリンズ時代
2013年12月に行われたルール5ドラフト（マイナーリーグ・フェイズ）でマイアミ・マーリンズへ移籍。
2014年は傘下のAAA級ニューオーリンズ・ゼファーズで開幕を迎え、6月4日にマーリンズとメジャー契約を結んでアクティブ・ロースター入りした。翌5日のタンパベイ・レイズ戦でメジャーデビュー。「7番・指名打者」で先発起用され、5打数2安打3打点だった。4試合に出場したが、12日にAAA級ニューオーリンズへ降格した。16日に再昇格し、9試合に出場したが、27日にAAA級ニューオーリンズへ降格した。7月2日に再々昇格したが、8試合に出場し、7打数無安打と結果を残せず、19日にAAA級ニューオーリンズへ降格した。この年メジャーでは39試合に出場して打率.284、1本塁打、11打点を記録した。
2015年は新加入したマイケル・モースの故障もあり、一塁手としての先発起用が増えた。そこからレギュラーに定着し、9月にはルーキー・オブ・ザ・マンスを受賞した。最終的に129試合に出場して打率.262、23本塁打、73打点を記録した。
2016年も一塁のレギュラーとして出場していたが、7月6日に右足首の故障で故障者リスト入りした。この影響もあって90試合の出場に留まったが、打率.264、15本塁打、51打点を記録した。
2017年は、オールスターゲーム前日のホームラン・ダービーに選出された（結果は、1stラウンド敗退）。最終的に108試合出場で打率.289、25本塁打、83打点、1盗塁を記録してキャリアハイの成績を残した。

### フィリーズ時代
2018年8月10日にマッケンジー・ミルズとのトレードで、フィラデルフィア・フィリーズへ移籍した。フィリーズには正一塁手のカルロス・サンタナがいた為、29試合中19試合が代打での出場となった。オフの11月30日にノンテンダーFAとなった。

### エンゼルス時代
2018年12月15日にロサンゼルス・エンゼルスと単年250万ドルで契約した。
2019年はアルバート・プホルス、大谷翔平らとの併用策により52試合の出場にとどまった上、打率.172、8本塁打、26打点と低調であった。シーズン終了後の10月28日にFAとなった。

### 阪神時代
2019年12月14日に阪神タイガースと契約合意した。推定年俸250万ドル（約2億7500万円）の単年契約で、背番号は「41」。
2020年6月の開幕前の練習試合で3試合連続本塁打を記録する一方で、2月の実戦から左投手相手に無安打が続くなど不安を抱えたまま開幕を迎え、6月19日の読売ジャイアンツとの開幕戦から6月23日の対東京ヤクルトスワローズ1回戦までの4試合で16打席無安打に終わり、ランディ・バースが1983年に記録した開幕から15連続打席無安打の球団記録を更新した。翌24日に初安打を記録し、連続記録は18打席でストップした。6月27日の横浜DeNAベイスターズとの2回戦（横浜スタジアム）では初回にNPB初打点をマークすると、NPB初の二盗にも成功した。7月1日の中日ドラゴンズ戦（ナゴヤドーム）ではNPB初ホームランを記録し、7月5日広島東洋カープ戦（マツダスタジアム）ではNPB初の満塁ホームランを放った。7月9日の読売ジャイアンツ戦でも両チーム0-0で迎えた7回裏、均衡を破る2ランホームランを放った。このホームランが甲子園球場での初ホームランとなった。7月28日の東京ヤクルトスワローズ戦（明治神宮野球場）では同じく新外国人のジェリー・サンズと共にアベック満塁ホームランを放った。なお、NPBにおけるアベック満塁ホームランは史上28度目、新外国人同士のアベック満塁ホームランに限るとNPB史上初であった。最終的に計17本塁打と力を見せたが、打撃面で不安定さがある事などから球団には高額な年俸に見合う活躍とは見做されず、11月20日、自由契約選手として公示された。

### ジャイアンツ傘下時代
2021年3月6日、サンフランシスコ・ジャイアンツとマイナー契約を結んだ。

### LGツインズ時代
2021年6月29日にKBOリーグのLGツインズと35万ドルで契約した。登録名は보어（ボーア）。4番として先発出場した8月11日のSSGランダーズ戦では、KBO初ヒットとなるソロホームランを放った。9月21日まで32試合に出場、打率.170の成績だったため、出場選手登録から抹消され、その後一軍での出場機会は無かった。オフに自由契約選手となった。

### メキシカンリーグ時代
2021年12月29日にメキシカンリーグ（リーガ・メヒカーナ・デ・ベイスボル）のメキシコシティ・レッドデビルズと契約を結んだ。
2022年は、打率.327、2本塁打、9打点の成績を残していたが、5月17日に自由契約となった。
2023年2月10日に現役引退を発表した。

### 現役引退後
2024年より、ミルウォーキー・ブルワーズの選手育成部門のアシスタントを務める。

## 選手としての特徴・人物
選球眼に優れ、長打力を持ち味とする。MLB通算92本塁打で3度のシーズン20本塁打を記録、マイナーでも5年連続シーズン2桁本塁打を記録している。その一方でコンタクト技術に欠ける他、特に左投手を苦手としている。
一塁守備では、柔らかいグラブさばきを見せる一方で、2015年はDRS-7とメジャー平均を下回った。スラッガーが編集・発行した2019年の選手名鑑には、「道路工事用のコーンの方が守備範囲が広い」と酷評されている。
走塁は決して俊足ではないものの、果敢な走塁を見せている。
マーリンズ時代に同僚となったイチローを敬愛しており、2017年のシーズンオフにはイチローを追って来日しともにほっともっとフィールド神戸で自主トレを行った。
阪神に在籍した2020年は、自身が活躍した際に見せる「ドラゴンボール」の「かめはめ波」を模した「ファイアボールポーズ」で人気を集めた。

## 詳細情報

### 年度別打撃成績
| 年 度    | 球 団    | 試 合 | 打 席 | 打 数 | 得 点 | 安 打 | 二 塁 打 | 三 塁 打 | 本 塁 打 | 塁 打 | 打 点 | 盗 塁 | 盗 塁 死 | 犠 打 | 犠 飛 | 四 球 | 敬 遠 | 死 球 | 三 振 | 併 殺 打 | 打 率 | 出 塁 率 | 長 打 率 | O P S |
| -------- | -------- | ----- | ----- | ----- | ----- | ----- | -------- | -------- | -------- | ----- | ----- | ----- | -------- | ----- | ----- | ----- | ----- | ----- | ----- | -------- | ----- | -------- | -------- | ----- |
| 2014     | MIA      | 39    | 83    | 74    | 10    | 21    | 3        | 0        | 1        | 27    | 11    | 0     | 0        | 0     | 0     | 9     | 1     | 0     | 19    | 0        | .284  | .361     | .365     | .726  |
| 2015     | MIA      | 129   | 446   | 409   | 42    | 107   | 20       | 0        | 23       | 196   | 73    | 0     | 0        | 0     | 1     | 34    | 3     | 2     | 101   | 19       | .262  | .321     | .479     | .800  |
| 2016     | MIA      | 90    | 321   | 280   | 35    | 74    | 12       | 1        | 15       | 133   | 51    | 0     | 0        | 0     | 3     | 38    | 9     | 0     | 56    | 8        | .264  | .349     | .475     | .824  |
| 2017     | MIA      | 108   | 429   | 377   | 52    | 109   | 18       | 0        | 25       | 202   | 83    | 1     | 0        | 0     | 4     | 47    | 7     | 1     | 95    | 10       | .289  | .366     | .536     | .902  |
| 2018     | MIA      | 112   | 447   | 374   | 43    | 85    | 10       | 1        | 19       | 154   | 54    | 1     | 0        | 0     | 3     | 69    | 6     | 1     | 111   | 8        | .227  | .347     | .412     | .759  |
| 2018     | PHI      | 29    | 54    | 49    | 6     | 11    | 3        | 0        | 1        | 17    | 5     | 1     | 0        | 0     | 0     | 4     | 0     | 1     | 13    | 2        | .224  | .296     | .347     | .643  |
| '18計    | PHI      | 141   | 501   | 423   | 49    | 96    | 13       | 1        | 20       | 171   | 59    | 2     | 0        | 0     | 3     | 73    | 6     | 2     | 124   | 10       | .227  | .341     | .404     | .746  |
| 2019     | LAA      | 52    | 170   | 151   | 18    | 26    | 5        | 0        | 8        | 55    | 26    | 0     | 0        | 0     | 1     | 17    | 0     | 1     | 52    | 7        | .172  | .259     | .364     | .623  |
| 2020     | 阪神     | 99    | 379   | 329   | 27    | 80    | 8        | 0        | 17       | 139   | 45    | 1     | 1        | 0     | 2     | 45    | 5     | 3     | 88    | 13       | .243  | .338     | .422     | .760  |
| 2021     | LG       | 32    | 117   | 100   | 7     | 17    | 2        | 0        | 3        | 28    | 17    | 0     | 0        | 0     | 3     | 11    | 0     | 3     | 30    | 2        | .170  | .265     | .280     | .545  |
| MLB：6年 | MLB：6年 | 559   | 1950  | 1714  | 206   | 433   | 71       | 2        | 92       | 784   | 303   | 3     | 0        | 0     | 12    | 218   | 26    | 6     | 447   | 54       | .253  | .337     | .457     | .794  |
| NPB：1年 | NPB：1年 | 99    | 379   | 329   | 27    | 80    | 8        | 0        | 17       | 139   | 45    | 1     | 1        | 0     | 2     | 45    | 5     | 3     | 88    | 13       | .243  | .338     | .422     | .760  |
| KBO：1年 | KBO：1年 | 32    | 117   | 100   | 7     | 17    | 2        | 0        | 3        | 28    | 17    | 0     | 0        | 0     | 3     | 11    | 0     | 3     | 30    | 2        | .170  | .265     | .280     | .545  |

### 年度別守備成績
| 年 度 | 球 団 | 一塁（1B） | 一塁（1B） | 一塁（1B） | 一塁（1B） | 一塁（1B） | 一塁（1B） |
| 年 度 | 球 団 | 試 合      | 刺 殺      | 補 殺      | 失 策      | 併 殺      | 守 備 率   |
| ----- | ----- | ---------- | ---------- | ---------- | ---------- | ---------- | ---------- |
| 2014  | MIA   | 15         | 116        | 10         | 0          | 13         | 1.000      |
| 2015  | MIA   | 111        | 836        | 47         | 6          | 106        | .993       |
| 2016  | MIA   | 82         | 544        | 34         | 3          | 50         | .995       |
| 2017  | MIA   | 102        | 757        | 51         | 1          | 84         | .999       |
| 2018  | MIA   | 103        | 707        | 54         | 3          | 75         | .996       |
| 2018  | PHI   | 10         | 57         | 3          | 1          | 6          | .984       |
| '18計 | PHI   | 113        | 764        | 57         | 4          | 81         | .995       |
| 2019  | LAA   | 37         | 264        | 21         | 1          | 24         | .997       |
| 2020  | 阪神  | 97         | 840        | 60         | 8          | 74         | .991       |
| 2021  | LG    | 28         | 183        | 11         | 3          | 21         | .985       |
| MLB   | MLB   | 460        | 3281       | 220        | 15         | 358        | .996       |
| NPB   | NPB   | 97         | 840        | 60         | 8          | 74         | .991       |
| KBO   | KBO   | 28         | 183        | 11         | 3          | 21         | .985       |

### 表彰
- ルーキー・オブ・ザ・マンス：1回（2015年9月）
- Topps ルーキーオールスターチーム（英語版）（一塁手部門：2015年）

### 記録

#### NPB
初記録
- 初出場・初先発出場：2020年6月19日、対読売ジャイアンツ1回戦（東京ドーム）、4番・一塁手で先発出場
- 初打席：同上、2回表に菅野智之から捕邪飛
- 初安打：2020年6月24日、対東京ヤクルトスワローズ2回戦（明治神宮野球場）、7回表に清水昇から中前安打
- 初打点：2020年6月27日、対横浜DeNAベイスターズ2回戦（横浜スタジアム）、1回表にマイケル・ピープルズから左前適時打
- 初盗塁：同上、 1回表に二盗（投手：マイケル・ピープルズ、捕手：伊藤光）
- 初本塁打：2020年7月1日、対中日ドラゴンズ2回戦（ナゴヤドーム）、9回表に岡田俊哉から右越ソロ

### 背番号
- 48（2014年 - 2015年）
- 41（2016年 - 2018年8月9日、2019年 - 2020年）
- 33（2018年8月12日 - 同年終了）
- 44（2021年）
- 35（2022年 - 同年5月17日）

### 登場曲
- 「Waikiki（Original Mix）」Deep Chills（2020年）
- 「Warehouse（Live）」Dave Matthews Band（英語版）（2020年）